# Càrex vernal
El càrex vernal (Carex caryophyllea) és una herba perenne de la família de les ciperàcies.

## Descripció
Es tracta d'un hemicriptòfit amb un rizoma d'entrenusos llargs, prim, a voltes laxament cespitós. Les tiges de 5-25 cm, trígons, llisos o amb aculis dispersos en la part superior. Les fulles de 2-5 mm d'amplària, generalment amb una longitud molt menor que les tiges, aspres en les vores cap a l'àpex, planes, bastant rígides. La lígula, de 0,5-2 mm, té l'àpex obtús o arrodonit, sense antelígula. Presenta beines basals esquamiformes, enteres o més o menys fibroses, de color bru. La bràctea inferior és setàcia o foliàcia, generalment de menor longitud que la inflorescència, embeinant. L'espiga masculina és solitària, de 10-20 mm, oblonga, claviforme o fusiforme. Les femenines, de 9-20 mm, ovoides, pròximes a les masculines, a voltes inferior i separada, les superiors sèssils o quasi, la resta amb peduncles de longitud major com més inferiors sigues, erectes. Les glumes masculines són oblongues, d'àpexs agut, subagut o curtament arestós, de color bru o bru rogenc, sense marge escariós. Les glumes femenines són amplament ovals, d'àpex agut, mucronat o arestós, rarament obtús, de color bru o bru rogenc, sense marge escariós, de menor o igual longitud que els utricles. Aquests són de 2,5-3 x 1,2-1,7 mm, suberectes, amb el contorn més o menys obovat, trígons, amb els nervis poc perceptibles, curtament pubescents, verdosos o de color bru, amb un pic de fins a 0,5 mm, comunament curtament bidentat. El fruit és un aqueni d'1,7-2,1 x 1-1,6 mm, de contorn el·líptic o obovat, trígons, amb la base de l'estil que sorgeix d'una concavitat de l'àpex de l'aqueni, de color bru fosc. Floreix des de maig fins a juliol i fructifica en agost. 2n = 67, 68, 62*, 66* (els números marcats són els d'alguns poliploides que s'han trobat).

## Distribució i Hàbitat
Herba amb distribució eurosiberiana, en prats humits sobre qualsevol tipus de sòl. Està present a la meitat sud de la península Ibèrica (Sierra Nevada, Sierra de Baza i Sierra de Segura). Es pot trobar aquesta espècie a tots els Països Catalans i a les províncies de Castelló i València del País Valencià.

## Galeria

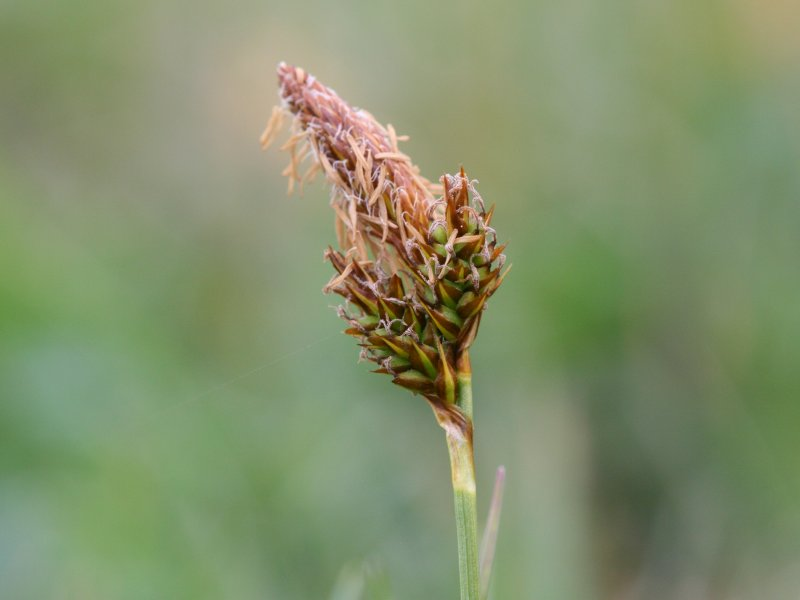
Inflorescència masculina (dalt) i femenina (baix).
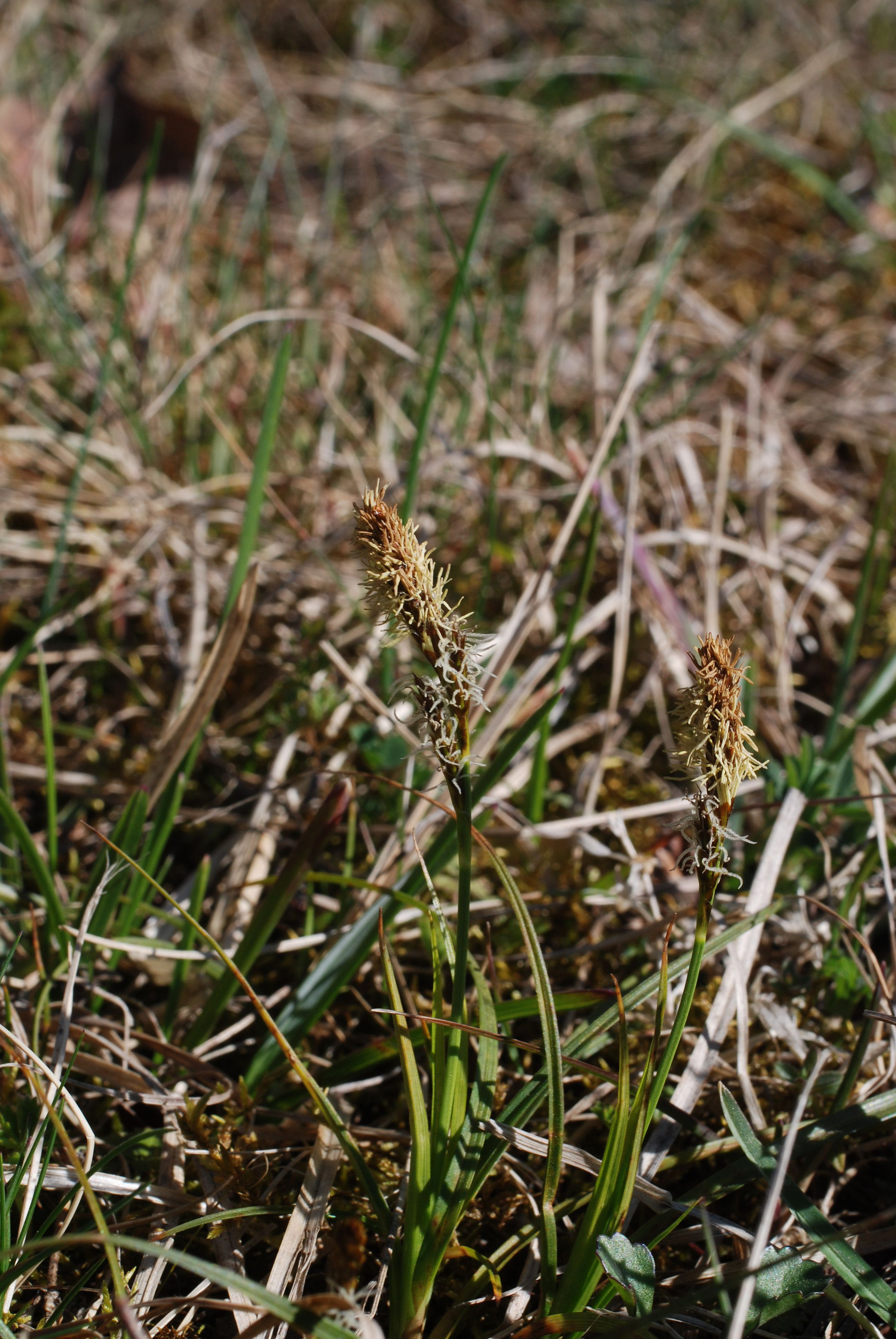
Càrex vernal in vivo (Àustria).
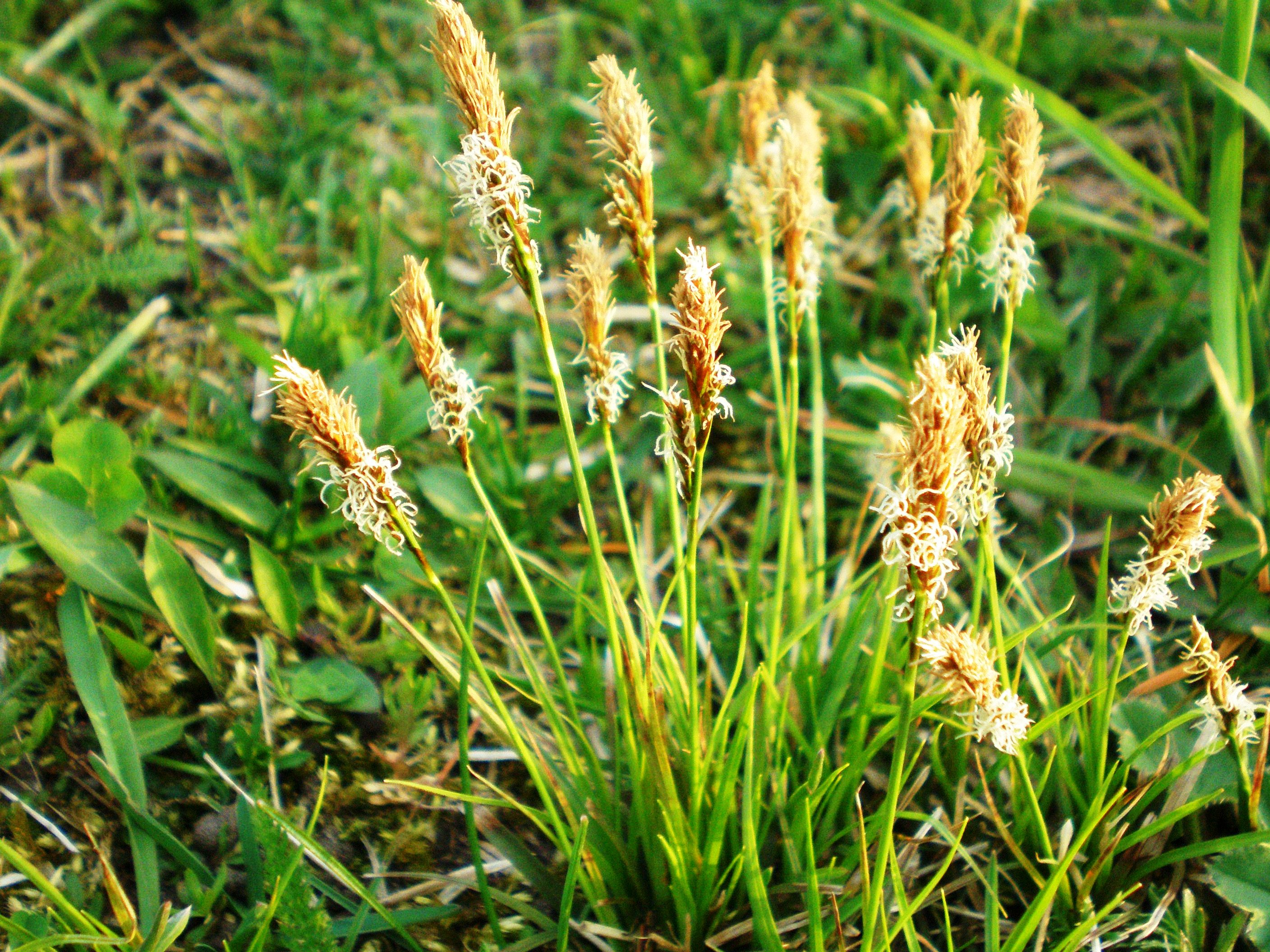
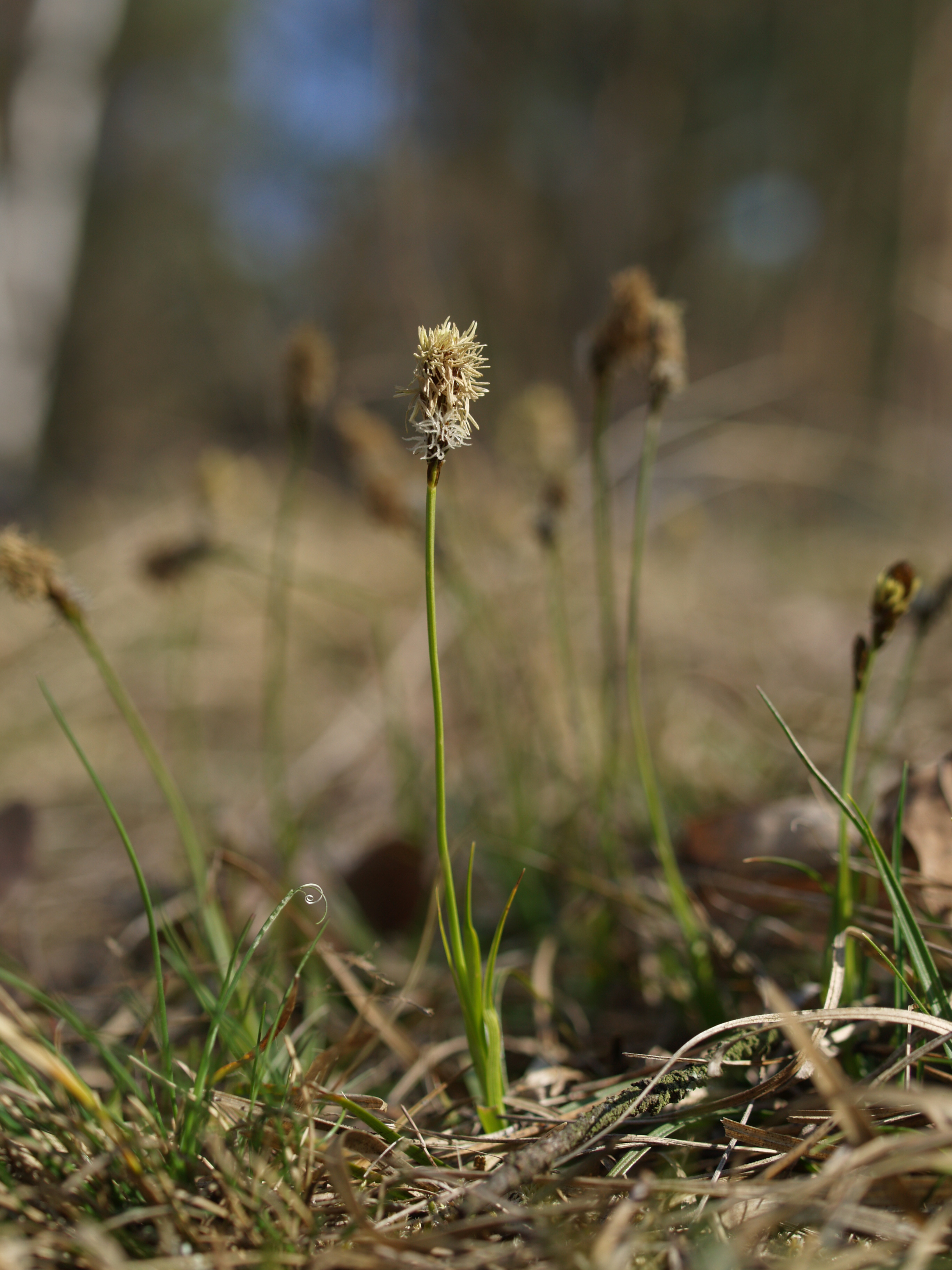
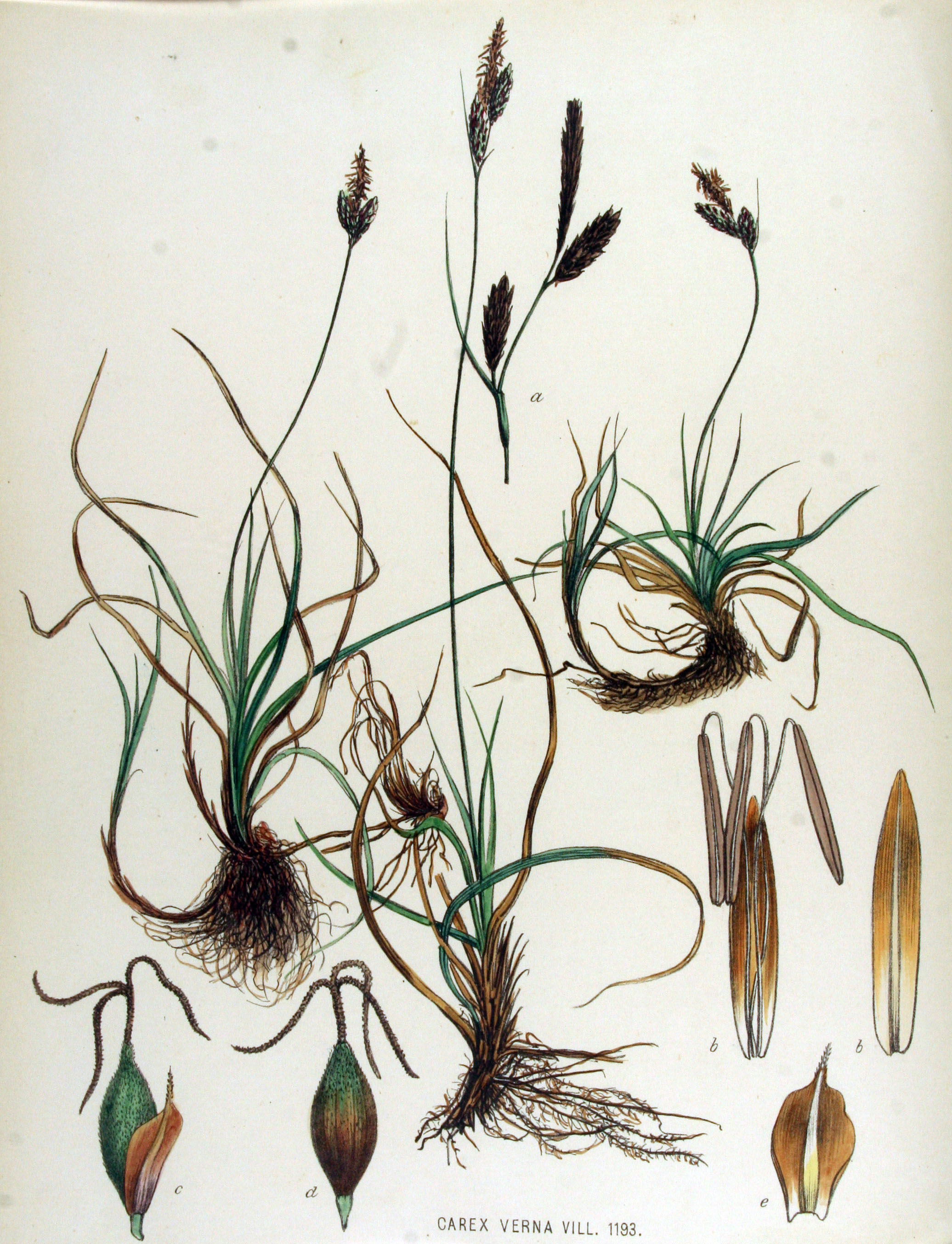
Il·lustració extreta de Flora Batava of Afbeelding en Beschrijving van Nederlandsche Gewassen, XV. Deel. (1877).